# Chronkowate
Chronkowate (Thamnophilidae) – rodzina ptaków z podrzędu tyrankowców (Tyranni) w rzędzie wróblowych (Passeriformes), obejmująca ponad 230 gatunków. Zasiedlają one Meksyk, całą Amerykę Centralną oraz północ, środek i wschód Ameryki Południowej.
Dawniej były zaliczane do rodziny mrówkowodów, która została podzielona na dwie rodziny. Są blisko spokrewnione z mrówkożerami. Większość zasiedla gęste lasy, ale niektóre żyją w zaroślach, na polanach, na sawannach i w ogrodach.
Chronkowate są małymi ptakami. Zazwyczaj mają barwy szare, czarne i brązowe, ale niektóre gatunki, jak na przykład chronka pręgowana, mają pasiaste wzory oraz inne barwy. U większości występuje dymorfizm płciowy. Jest kilka grup chronek, różnią się wielkością i budową ciała. Chronki właściwe (Thamnophilus) mają długi ogon i mocny, haczykowaty dziób; są także większe od innych rodzajów.
Są monogamiczne, zazwyczaj oba ptaki budują gniazda i opiekują się dwoma, trzema młodymi. Wszystkie chronki budują czarkowate gniazdo w rozwidleniu gałęzi. Bronią swojego terytorium, lecz często przyłączają się różnogatunkowych ptasich stad, wędrujących po lesie w poszukiwaniu pokarmu.

## Systematyka
Do rodziny należą następujące podrodziny:
- Myrmornithinae – mrówczaki
- Euchrepomidinae – mrówkowce
- Thamnophilinae – chronki